# Залізорудна промисловість
Залізору́дна промисло́вість (англ. iron ore industry, нім. Eisenerzindustrie) — галузь гірничої промисловості, підприємства якої видобувають залізну руду і попередньо обробляють її — подрібненням, сортуванням, збагаченням, усередненням, грудкуванням концентрату і дрібної фракції руди шляхом аґломерації або грудкування.

## Продукція галузі
Продукція галузі — підготовлена залізорудна сировина для виплавки чавуну (сортова залізна руда, аґломерат, котуни ([окатиш]і)). Крім того, металургійним заводам постачається залізорудний концентрат та подрібнена руда для виробництва аґломерату, а також кускова залізна руда з високим вмістом металу (56—64 %) й незначною кількістю шкідливих домішок для використання в сталеплавильному виробництві.

## Залізорудна промисловість в Україні

### Історична довідка
Перші відомі розробки залізної руди на території України належать до VIII—VII ст. до н. е. (Північне Причорномор'я). Добування залізних болотних та озерних руд почалося за часів Київської України-Руси на Поліссі та в Зах. Україні. В широких масштабах промислове добування руди розпочалося з другої половини 19 століття.

### Сучасний стан галузі
Сьогодні Україні основним районом залізорудної промисловості є Криворізький залізорудний басейн, який дає понад 90 % видобутку залізної руди. Важливими гірничо-промисловими районами є Кременчуцький залізорудний район (Полтавська обл., Полтавський ГЗК), Білозерський залізорудний район (Запорізька обл., Запорізький ЗРК) та Керченський залізорудний басейн. Для добування залізистих кварцитів Горішньоплавнинського родовища створено Полтавський ГЗК. У Кривбасі діє бл. 20 шахт потужністю від 300 т до 3,5 млн т на рік.
У межах Кривбасу створені найбільші гірничо-збагачувальні комбінати в Україні — Новокриворізький, Центральний, Південний, Північний, Інгулецький. В басейні освоювалися в основному багаті руди. З введенням у дію в 1955 р. Південного ГЗК в Кривбасі розпочалося добування відкритим способом залізистих кварцитів з наступним їх збагаченням на концентрат з вмістом заліза 62-66 %. Видобуток товарної залізної руди становив, млн т: у 1990 р. — 104,5; 1991 — 85,2; 1992 — 75,6; 1993 — 65,3; 1994 — 51,1; 1995 — 50,4; 1996 — 47,5; 1997 — 53,4.